# 째즈빠 히로시마
"째즈빠 히로시마"는 1992년에 개봉한 대한민국의 영화이다.

## 캐스팅
- 강석우 : 건우 역
- 염정아 : 사유리 역
- 유혜리 : 주희 역
- 강승철 : 오이지마 역
- 심철종 : 시인 역
- 오희찬 : 빠주인 역
- 하유미 : 후비꼬 역
- 유연실 : 수다장이 역
- 정혜남 : 명신 역
- 박동현 : 꺽다리 역
- 전영하 : 뚱보 역
- 김호영 : 송 교수 역
- 이경희 : 건우 모 역
- 배미향 : 사유리 모 역
- 이봉규 : 사유리 부 역
- 이일웅 : 프로듀서 역
- 안종환 : 수련의 1 역
- 이정돈 : 수련의 2 역
- 조상진 : 수련의 3 역
- 장정국 : 관계자 1 역
- 신찬일 : 관계자 2 역